# Овотестис

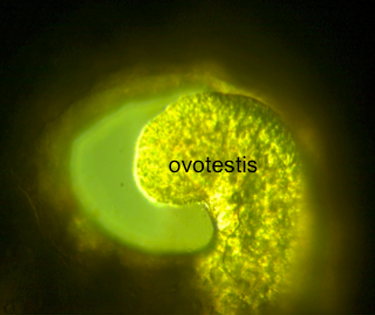
Овотестис пресноводной улитки Biomphalaria glabrata. Область вокруг овотестиса — гепатопанкреас. (10-кратное увеличение)

Овотестис — гонада, имеющая ткани как яичек, так и яичников.

## У людей
У людей овотестисы представляют собой редкое интерсекс-состояние, связанное с дисгенезией гонад.  На его долю приходится не более 10% всех интерсекс-состояний. Около 30% двойственных гонад ассоциированы с мозаицизмом по половым хромосомам, около 60% имеют кариотип 46,XX. В единичных случаях описаны овотестисы у пациентов с кариотипом 46,XY.

## У мышей
У мышей овотестисы структурированы таким образом, что центральная область представляет собой ткань яичка, в то время как оба полюса содержат ткань яичника. Эксперименты с геном Sox9, который инициируется областью SRY Y-хромосомы, показали необходимость этого гена для дифференцировки яичка от наличия образования овотестиса у трансгенных мышей XX Sox9.

## У брюхоногих
У беспозвоночных, которые обычно являются гермафродитными, таких как большинство брюхоногих моллюсков (улиток и слизней) в кладе Eupulmonata, овотестис является общей особенностью репродуктивной анатомии.
Овотестис или гермафродитная железа (лат. Glandula hermaphroditica) — это нормальная анатомическая особенность репродуктивной системы некоторых брюхоногих моллюсков, включая такие виды, как сухопутная улитка Helix aspersa.

## Известные люди
- Шерил Чейз — американская интерсекс-активистка[6][7]